# 216428 Mauricio
216428 Mauricio este un asteroid din centura principală de asteroizi.

## Descriere
216428 Mauricio este un asteroid din centura principală de asteroizi. A fost descoperit pe 23 decembrie 2008 la Nazaret de G. Muler și J. M. Ruiz. Asteroidul prezintă o orbită caracterizată de o semiaxă mare de 2,72 ua, o excentricitate de 0,15 și o înclinație de 3,3° în raport cu ecliptica.